# Cleora hastata
Cleora hastata là một loài bướm đêm trong họ Geometridae.